# 陳維庚
陳維庚（1890年6月15日—1958年），字蔭生，雲南會澤縣人。畢業於雲南陸軍小學堂（1910年畢業）和日本陸軍大學第十五期（1922年-1924年）。1912年考入雲南陸軍講武堂第四期步兵科，1913年畢業。1926年擔任剿匪總司令部總司令，同年被任命爲滇西鎮守使。1927年昆明二六政變後，辭職前往上海。1928年初，任雲南省政府委員（主席爲龍雲），兼任省政府財政廳廳長，不久辭職，回到昆明研究中醫藥，開設“日月大藥房”。抗戰期間多次向出省抗日部隊捐贈醫藥。中華人民共和國成立後，1950年當選爲雲南省各界政治協商會議委員。1958年在昆明因病逝世。